# Pravopis crnogorskoga jezika
Pravopis crnogorskoga jezika zasnovan je na sljedećim normama:
- Model za crnogorsku jezičnu normu je jezički sloj koji pripada svim autohtonim crnogorskim građanima;

- Pravopis poštuje normu: Piši kao što zboriš, a čitaj kako je napisano;

- Ijekavica je normativna, u skladu s crnogorskom tradicijom i suvremenom uporabom;

- Općecrnogorski fonemi nastali jekavskim jotovanjem ć, đ, ś i ź dio su crnogorske standardnojezičke norme;

- Kodificiran je standardni crnogorski četveroakcenatski sistem s dužinama;

- Pravopisom se nije sprovodila jezična arhaizacija, niti se njime normiraju jezični lokalizmi, dijalektizmi i provincijalizmi izvan suvremene uporabe.

### Službeni status
Pravopis crnogorskog jezika i pravopisni rječnik usvojen je službenom odlukom Vlade Crne Gore (Ministarstva prosvjete) 10. srpnja 2009. godine.

### Opće napomene
Unutar suvremenog crnogorskog jezika mogu se izdvojiti tri sloja:
1. općeštokavski jezični sloj;
2. općecrnogorski jezični sloj;
3. dijalektne jezične osobine.
Pravopisi koji su decenijama bili u uporabi u Crnoj Gori nisu uvažavali crnogorske jezične osobine. 
Praksa je pokazala da je i pored nametnutih za Crnogorce atipičnih oblika u službenoj komunikaciji, u stvarnosti "ortoepija ipak pobijedila ortografiju" (Pravopis crnogorskoga jezika, str. 5.). 
Zbog toga su svi preživjeli oblici crnogorskoga ijekavskoga jotovanja kodificirani kao obavezni.

### Crnogorska (i)jekavica
U crnogorskom jeziku normativan je samo (i)jekavski izgovor. Nekadašnji slogovi koji su se bilježili grafemom jat (i) bili su kratki te su zamijenjeni s je a dugi slogovi s ije citat izvorno, na crnogorskom:
"Ili, drukčije rečeno, crnogorsko se ije javlja u položajima đe se u ikavskome izgovoru upotrebljava dugo i, a u ekavskom dugo e (na primjer: vrijeme – vrime – vreme); a crnogorsko je se javlja na mjestima ikavskog kratkog i ekavskog kratkog e (na primjer: pjesma – pisma – pesma)".
Postoje izuzeci koji su u Pravopisu crnogorskoga jezika kategorijalno objašnjeni.

### Fonemi Đ i Ć
U crnogorskome jeziku su, uz regresivne (nejotovane) sekvence tje i dje prisutne i progresivne (jotovane) skupine će/cje i đe – takve jotovane skupine se u crnogorskoj književnosti, gotovo bez alternative, upotrebljavanju od 1920-ih do sadašnjice. 
Norme su standardizirane u dubletima – jotovanim i nejotovanim oblicima. Primjeri:
- đe, đed, đedovina, prađed, đeca, viđelo,viđelica, neviđelica, neđelja, poneđeljak, śeđeti, stiđeti se, ovđe/ođe, onđe, igđe, niđe/nigđe, đetinjast, đetinjiti, đever, đevojka, zađevojčiti se, đeljati...
- gdje, djed, djedovina, pradjed, djeca, vidjelo, vidjelica, itd.

- ćerati, ćeranje, poćera, poćernica, doćerati, lećeti, polećeti, vrćeti, ulečeti, zavrćeti, pođuteći, lipćeti, ćepanica, ćepalo, ćevanica, ćedilo.
- tjerati, tjeranje, potjera, potjernica, dotjerati, letjeti, itd.

### Fonemi Ś i Ź
Fonemi Ś i Ź su glavno razlikovno obilježje crnogorskog jezika od ostala tri štokavska standardna jezika – hrvatskog, srpskog i bosanskog. 
Norme su standardizirane u dubletima – jotovanim i nejotovanim. Primjeri:
- śutra, śever, śeme, ośetiti, śediti, śekirati, śerav, pośekotina
- sjutra, sjever, sjeme, osjetiti, sjediti, sjekirati, sjerav, posjekotina

- iźutra, źenica, iźede, źapiti, iźelica
- izjutra, zjenica, izjede, zjapiti, izjelica.

### Druge norme
Pravopis crnogorskoga jezika uvažio je svu dosadašnju crnogorsku jezičnu praksu i pravopisnu tradiciju i usvojio samo najnužnije inovacije.
Kako bi olakšali njegovu uporabu, autori Pravopisa crnogorskoga jezika su se držali rješenja iz Pravopisa srpskohrvatskoga književnoga jezika (Matica srpska / Matica hrvatska, Beograd / Zagreb, 1960.). Objasnili su da "nije promijenjeno ništa što se nije moralo mijenjati". Također su uzeta najbolja rješenja iz drugih pravopisa (Pravopisa hrvatskoga jezika, Pravopisa bosanskog jezika i Pravopisa srpskoga jezika).